# 팔라시오 데 로스 데스포르테스
팔라시오 데 로스 데스포르테스(Palacio de los Deportes)는 멕시코 멕시코시티에 위치한 실내 경기장이다.

## NBA경기
| 날짜             | 팀1                     | 스코어    | 팀2                   | 비교          |
| ---------------- | ----------------------- | --------- | --------------------- | ------------- |
| 1992년 10월 27일 | 휴스턴 로키츠           | 104 - 102 | 댈러스 매버릭스       | 프리시즌 경기 |
| 1993년 10월 24일 | 뉴욕 닉스               | 103 - 93  | 휴스턴 로키츠         | 프리시즌 경기 |
| 1994년 10월 28일 | 샌안토니오 스퍼스       | 121 - 112 | 휴스턴 로키츠         | 프리시즌 경기 |
| 1994년 10월 28일 | 시애틀 슈퍼소닉스       | 133 - 105 | 로스앤젤레스 클리퍼스 | 프리시즌 경기 |
| 1994년 10월 29일 | 시애틀 슈퍼소닉스       | 124 - 95  | 샌안토니오 스퍼스     | 프리시즌 경기 |
| 1994년 10월 29일 | 휴스턴 로키츠           | 111 - 103 | 로스앤젤레스 클리퍼스 | 프리시즌 경기 |
| 1995년 10월 28일 | 샌안토니오 스퍼스       | 125 - 107 | 워싱턴 불리츠         | 프리시즌 경기 |
| 1995년 10월 29일 | 디트로이트 피스턴스     | 110 - 99  | 워싱턴 불리츠         | 프리시즌 경기 |
| 1996년 10월 26일 | 클리블랜드 캐벌리어스   | 104 - 92  | 피닉스 선스           | 프리시즌 경기 |
| 1996년 10월 26일 | 댈러스 매버릭스         | 107 - 102 | 유타 재즈             | 프리시즌 경기 |
| 1996년 10월 27일 | 유타 재즈               | 111 - 105 | 피닉스 선스           | 프리시즌 경기 |
| 1996년 10월 27일 | 댈러스 매버릭스         | 88 - 86   | 클리블랜드 캐벌리어스 | 프리시즌 경기 |
| 1997년 12월 7일  | 휴스턴 로키츠           | 108 - 106 | 댈러스 매버릭스       | 정규시즌 경기 |
| 1999년 10월 24일 | 골든스테이트 워리어스   | 117 - 91  | 뉴저지 네츠           | 프리시즌 경기 |
| 2000년 10월 14일 | 필라델피아 세븐티식서스 | 84 - 80   | 워싱턴 위저즈         | 프리시즌 경기 |
| 2010년 10월 12일 | 샌안토니오 스퍼스       | 100 - 99  | 로스앤젤레스 클리퍼스 | 프리시즌 경기 |